# Pamela Hayden
Pour les articles homonymes, voir Hayden.
Pamela Hayden est une actrice américaine née le 28 novembre 1953.

## Filmographie
- 1978 : More Than Friends (TV) : Sky
- 1979 : Studs Lonigan ("Studs Lonigan") (feuilleton TV)
- 1984 : Turbo Teen (série télévisée) : Pattie (voix)
- 1989-2024 : Les Simpson (voix de Milhouse, et autres personnages)
- 1995 : The Nanny Christmas Special: Oy to the World (TV) : Chester the Dog (voix)
- 1999 : Dans la peau de John Malkovich (Being John Malkovich) : Featured Character Voice (voix)
- 2001 : Galaxie Lloyd ("Lloyd in Space") (série télévisée) : Douglas McNoggin (voix)
- 2004 : Party Wagon (TV) : Sublimity Jill / Daughter #2 (voix)
- 2007 : Les Simpson - Le Film (voix de Milhouse Van Houten)